# Simbolismo anarcocapitalista

Bandeira anarcocapitalista (bandeira auri-negra).

Um número de libertários adotaram símbolos que representam a convergência anti-estatal libertária e as tradições da propriedade pró-mercado ("capitalistas").

## Bandeira Auri-negra
A bandeira "auri-negra", "preta-e-amarela" ou "preta-e-ouro" é usada por anarco-capitalistas e outros libertaristas de mercado. Imitando as bandeiras anarquistas, esta bandeira é cortada na diagonal. A metade direita em preto é para a anarcocapitalismo e o amarelo tem a intenção de simbolizar o ouro, uma mercadoria de troca preferida por alguns lobertarianistas, especialmente aqueles que favorecem a Escola Austríaca de Economia, e que muitas vezes é utilizado em mercados sem restrições (ver padrão ouro). Tradicionalmente, no entanto, a cor amarela representa o tradição liberal clássica de que os pensadores anarcocapitalistas possuem influência e inspiração significativa.
A bandeira foi usada pela primeira vez em público, em 1963 no Colorado, em um evento organizado por Robert LeFevre na Rampart College.

## Libertatis Æquilibritas
O Libertatis Æquilibritas (em latim "o Equilíbrio da Liberdade") é um símbolo criado por Per Bylund. usado por alguns adeptos do anarcocapitalismo. Ele é baseado no A no círculo, mas também no yin yang e no cifrão de dólar. O círculo representa a total liberdade que só estaria disponível em uma sociedade libertarista, o yin yang representa o equilíbrio do livre mercado, e o dólar representa o capitalismo regulamentado. Ele serve para distinguir os anarcocapitalistas de anarquistas classicamente socialistas, que se opõem ao capitalismo como uma instituição inerentemente injusta e estatista.

## V de Voluntário
O V de Voluntário (também V Voluntário) foi criado em 2007.
Algumas variações do símbolo apresentam um aperto de mão na parte superior do símbolo, como uma expressão de um acordo voluntário.
O A no círculo invertido ou V no círculo são comumente usados entre os voluntaristas, que consiste na letra "V" em um círculo fechado, para simbolizar a filosofia voluntarista em harmonia com o ideal anarquista de uma sociedade sem estado pacífico. O V no círculo pode ser escrito com a codificação 24CB Unicode: Ⓥ. Além disso, o "(V)" pode ser utilizado para representar rapidamente o V no círculo em um computador.